# Ibolya Hock-Englender
Ibolya Hock-Englender (ungarisch Englenderné Hock Ibolya; * 8. März 1959 in Babarc) ist eine ungarndeutsche Politikerin und seit 2019 Vorsitzende der Partei Landesselbstverwaltung der Ungarndeutschen.

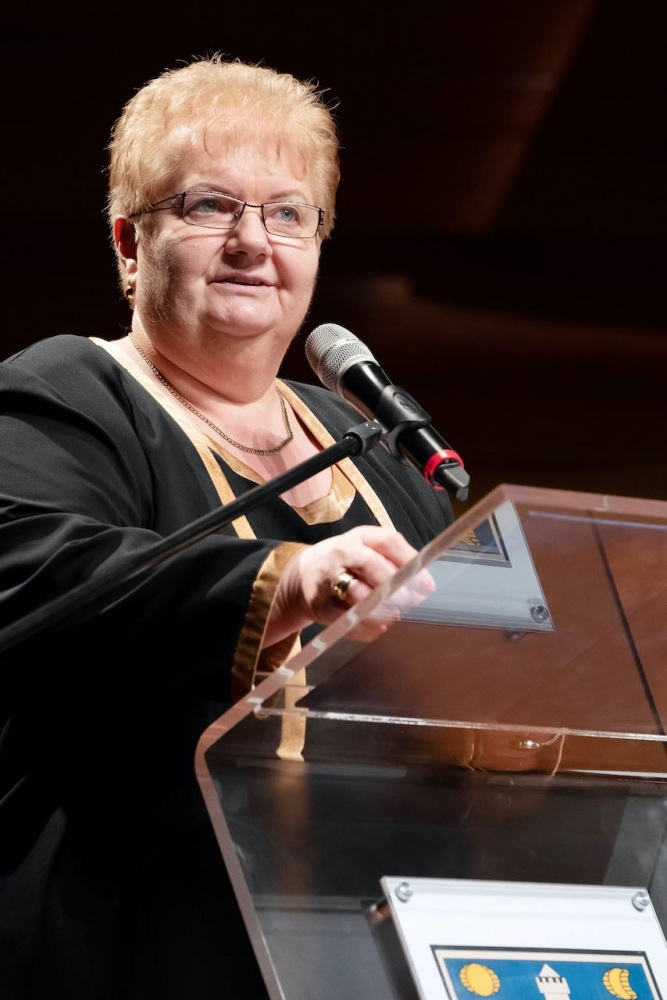
Ibolya Hock-Englender (2022)

## Leben
Sie wurde in der Siedlung Babarc im Kreis Baranya geboren und stammt sowohl mütterlicherseits als auch väterlicherseits aus einer schwäbischen Familie. Zwischen 1973 und 1977 absolvierte sie das Gymnasium in der deutschen Abteilung des Leőwey-Klára-Gymnasiums in Pécs. Zwischen 1977 und 1981 absolvierte sie die deutsch-ungarische Pädagogische Hochschule in Pécs und zwischen 1983 und 1988 die Eötvös-Loránd-Universität mit Schwerpunkt Germanistik. Von 1981 bis 1991 war sie Lehrerin am Leőwey-Klára-Gymnasium, von 1991 bis 1994 arbeitete sie in der Abteilung für deutsche Linguistik des JPTE und seit 1994 ist sie Lehrerin an der Koch-Valéria-Sekundarschule, der Grundschule, dem Kindergarten und dem College.
Nach Olívia Schuberts Unfall und Rücktritt ist sie Präsidentin der Landesselbstverwaltung der Ungarndeutschen.
Sie ist mit dem Architekturtechniker János Englender verheiratet. Sie haben zwei Kinder, Petra und Éva.